# Église Saint-André de Saint-Féliu-d'Avall
Pour les articles homonymes, voir église Saint-André.
L'église Saint-André de Saint-Féliu-d'Avall est une église romane située à Saint-Féliu-d'Avall, dans le département français des Pyrénées-Orientales.